# Fillsta
Fillsta är en by vid Storsjön i Frösö distrikt (Frösö socken), Östersunds kommun i Jämtland, söder om Vallsundet och Frösön. Bebyggelsen i Fillsta ingår i småorten Böle och Fillsta. Fillstas närmaste grannar är Genvalla (i väst) och Böle (i öst).
Från söder rinner Fillstabäcken ned i Storsjön från ett område strax under 400 meter högt. Dess övre utgör Fillstabäckens naturreservat.